# هاشم بن عبد الله الثاني
هاشم بن عبدالله الثاني (30 يناير 2005 -)، النجل الثاني لملك الأردن عبد الله الثاني بن الحسين والملكة رانيا العبد الله من الذكور بعد الامير الحسين. يشترك الأمير هاشم في يوم ميلاده مع الملك عبد الله الثاني في 30 من يناير - كانون الثاني من كل عام.
ظهر الأمير هاشم بن عبد الله بالزي العسكري التكميلي والشماغ الأردني للمرة الأولى خلال الاحتفال الذي أقامته القوات المسلحة الأردنية والأجهزة الأمنية احتفالاً بمناسبة الذكرى الأولى لمئوية تأسيس الدولة الأردنية عام 2021. من زياراته الخارجية مشاركاته حضور سباق جائزة البحرين الكبرى لطيران الخليج للفورمولا وان 2022.
في يونيو 2023؛ حضر الملك عبدالله الثاني والملكة رانيا العبدالله والأمير الحسين ولي العهد، حفل تخريج الأمير هاشم من مدرسة كينغز أكاديمي في مادبا بعد إنهائه مرحلة الثانوية العامة. كما ظهر في حفل زفاف شقيقه ولي العهد الأمير الحسين وهو يرافق الآنسة رجوة خالد السيف خطيبة الأمير الحسين إلى القصر لعقد القران.

## مؤسسات باسمه
تم تسمية عدد من المؤسسات والمراكز باسم الأمير هاشم منها:
- مدرسة الأمير هاشم بن عبد الله الثاني الثانوية العسكرية في منطقة المدورة[8]
- مستشفى الأمير هاشم بن عبد الله الثاني في العقبة والذي تم افتتاحه في 1 سبتمبر 2013 [9]
- غابة الأمير هاشم بن عبد الله الثاني البيئية: التابعة لامانة عمان الكبرى.[10]